# Ilean Almaguer
Ilean Almaguer  (Tuxtla Gutiérrez , Chiapas, Mexikó, 1984. december 20. –) mexikói színésznő .

## Élete és pályafutása
Legelső szerepét a Madame le consulban kapta 1997-ben, mint Margarita, majd egy idő múlva, 2001-ben az In the Time of the Butterfliesban is szerepet kapott, mint María Teresa 'Mate' Mirabal. Következő szerepét 2004-ben kapta a Gitanasban, Camilát játszotta el, majd a Cuentos de Pelosban is szerepelt 6 epizód erejéig, 2006-ban. Szintén 2006-ban kapta meg első jelentősebb szerepét, amikor Patricia „Paty” Alarcónt alakította a Marinában. A sorozatot nálunk is leadták ugyanezzel a címmel, a TV2 csatorna vetítette 2010. szeptember 27-i kezdéssel. Ugyanebben az évben szerepelt még a Los pajarracosban is, mint Blanquita. 2007-ben a Quince añosban is alakíthatott, majd Rocíót játszotta el a 13 Miedos „La Feria”-ban. Következő szereplése 2007-ben a Mujeres X-ben volt, ahol Leona Vicariót alakította.
2008-ban 2 epizód erejéig szerepelt a La Rosa de Guadalupében, majd 2009-ben szintén 2 epizód erejéig láthattuk a Decisiones de Mujeresben is. 2009-ben Lilianát alakította a Chabely hot newsban, majd az El mandamiento Quintóban Gabrielát formálta meg. 2009 és 2010 között szerepelt az Atrévete a soñarban Catalina Novoát alakítva. 2010-ben Valentina szerepe hullott az ölébe az Ellas son la alegría del hogarban. 2011-ben Alicia De la Vega szerepét kapta meg a Rafaela című kórháznovellában, amely nálunk jelenleg[mikor?] is adásban van Rafaela Doktornő címen. A Life Network csatorna sugározza 2012. június 2-ától. 2012-ben szerepet kapott az Un refugio para el amorban is, ahol Hannah Torreslandát kell megformálnia. A sorozat jelenleg[mikor?] is adásban van Mexikóban, ám már itthonra is elérkezett a Story5 tv-csatornára. 2012. július 30-tól kerül majd adásba, Menekülés a szerelembe címmel.

## Telenovellái
- Como dice el dicho (2014) .... Cristina
- Menekülés a szerelembe (Un refugio para el amor) (2012).... Hannah 'Jana' Torreslanda (Magyar hang: Kelemen Kata)
- Rafaela doktornő (Rafaela) (2011) .... Alicia De la Vega. (Magyar hang: Bogdányi Titanilla)
- Ellas son la alegría del hogar (2010) .... Valentina.
- Atrévete a soñar (2009-2010) .... Catalina Novoa.
- El quinto mandamiento (2009) .... Gabriela.
- Chabely hot news (2009) .... Liliana.
- Decisiones de mujeres (2009) .... (2 epizód).
- La rosa de Guadalupe (2008) .... (2 epizód).
- Mujeres X (2007) .... Leona Vicario.
- 13 Miedos „La feria” (2007) .... Rocío.
- Quince años (2007) ... (TV).
- Los pajarracos (2006) .... Blanquita.
- Marina  (2006) .... Patricia „Patty” Alarcón. (Magyar hang: Laudon Andrea)
- Cuentos de Pelos (2006) Oncetv, once niños .... (6 epizód).
- Gitanas (2004) .... Camila.
- In the Time of the Butterflies (2001) (TV) .... María Teresa 'Mate' Mirabal.
- Madame le consul (1997) .... Margarita